# Jonathan M. Weiss
Pour les articles homonymes, voir Weiss.
Jonathan Mark Weiss, né le 3 mai 1937 à New Britain dans le Connecticut, est un professeur universitaire de littérature française et de sciences sociales, biographe, critique littéraire et dramatique américain. Parmi ses nombreuses publications figurent des essais sur les relations franco-américaines, une nouvelle, Christmas, et une biographie d'Irène Némirovsky.
Weiss est professeur émérite NEH (Fondation nationale pour les sciences humaines) de sciences humaines de la promotion 1940, dans le Département de français et d'italien du Colby college à Waterville, dans le Maine.

## Carrière universitaire
En 1964, il obtient un B. A. de l'université Columbia. Au milieu des années 1960 il est interprète au Département d'État américain et traduit notamment de l'anglais vers le français les discours de Martin Luther King pour les dignitaires d'Afrique francophone. En 1967 et 1968 il se voit attribuer une bourse Fulbright pour une mission de recherche en France. Plus tard, de 1969 à 1972 il est chargé de cours de français, à l'université de Warwick de Coventry, en Angleterre. 
En 1973 il est PhD de l'université Yale. En 1977 puis en 1979, il est titulaire d'une bourse de recherche du gouvernement canadien au Québec. En 1979, une deuxième bourse Fulbright lui est octroyée, cette fois pour le Québec.
De 1972 à 2007, il sera successivement instructeur, professeur associé, professeur agrégé et professeur ordinaire de français au Colby college. Certifié en 1978, Il y devient le titulaire de la chaire de français en 1986. Il est président du département des langues étrangères modernes de 1982 à 1985, directeur des échanges étudiants interuniversitaires (off-campus studies) de 1990 à 1997, et vice-Doyen de la Faculté de 1997 à 2000. En septembre 2000, il obtient une chaire d'humanités NEH. Lors de son mandat de directeur des échanges universitaires, Weiss met en place des programmes collaboratifs avec les universités de Dijon et de Londres, ce dernier de façon conjointe avec les universités privées  Bowdoin College et Bates College dans le Maine. Jonathan Weiss continue à diriger le programme de Dijon.
Ses publications sont rédigées en français ou en anglais selon l'audience visée. Sa biographie d'Irène Némirovsky a été écrite en français et publiée en France en 2005 avant d'être traduite en anglais par sa femme pour être publiée aux États-Unis deux ans plus tard.
Il vit à Dijon avec son épouse, Dace.

### Livres
- Irène Némirovsky.  Paris: Éditions du Félin, 2005.  (ISBN 2-86645-599-1)
- (en) Irène Némirovsky: Her Life and Works.  Stanford: Stanford University Press, 2007.  (ISBN 978-0-8047-5481-1)
- (en) French-Canadian Theater.   Boston:  Twayne Publishers (bought by Macmillan); May 1986.
- (en) French-Canadian Literature.  Washington: The Association for Canadian Studies in the United States, 1989. Reprinted by the Michigan State University Press, 1995.
- (en) Essays on French-Canadian Theater (Editor, with Joseph Donohoe).  East Lansing: Michigan State University Press, 1995. Winner of the ACSUS award for best book of essays on Canada, 1996.

### Fiction
- (en) Christmas (a short story), in Escala, December 2001.

### Pièces de théâtre
- (en) The Caucasian Chalk Circle (Brecht), January 1973
- (en) La Leçon (Ionesco), December 2002
- (en) La Leçon du mardi (play written by French major Allison McAnney), April 2003
- (en) La Cantatrice chauve (Ionesco), April 2004

### Sélection d'articles
- Arthur Buies et les États-Unis au XIXe siècle Québec Studies, 1987, pp. 89-99.
- Une lecture américaine de Volkswagen Blues, Études françaises, vol. 21, no. 3 (Winter 1985–86), pp. 89-96.
- Le théâtre québécois :  une histoire de famille in le Théâtre au Québec, mémoire et appropriation, Montréal: Société d’Histoire du Théâtre du Québec, 1990, p. 131–140.
- Le Premier Mouvement:  un roman américain ? Études françaises, 26:2, 1990, pp. 21-29.
- Le Centenaire de la Révolution française dans la presse américaine, Littérature et nation, 2:3, September 1990, p. 135–149.
- Jacques Poulin, lecteur de Hemingway, Études françaises, 1993, 11–22.
- À Rome comme à Dijon : Le Président de Brosses en Italie, in Le XVIIIe siècle : histoire, mémoire et rêve. Mélanges offerts à Jean Goulemot, Paris: Honoré Champion, 2006.   (ISBN 2-7453-1332-0)[5].
- Les Origines de la Francophobie américaine, Association France-Amérique de Bourgogne, Dijon, Mars 2004.
- Le Personnage théâtral, Université de Bourgogne (école doctorale), mars 2004
- (en) From ‘The French Monster’ to ‘Cheese Eating Surrender Monkeys’: Two Centuries of Francophobia in the United States Society for French Historical Studies, Paris, 18 juin 2004
- Table ronde - Trois destins singuliers : Romain Gary, Maurice Sachs, Irène Némirovsky, Institut Mémoire de l’Édition Contemporaine, Caen (France), 21 mai 2005.
- (en) Liberté, fraternité, judéophobie: American reactions to perceived French anti-Semitism. Symposium on The French in the United States, University of Texas at Austin, 22 avril 2005.